# Versicherungswert
Als Versicherungswert gilt in der Sach- und Schadenversicherung der Betrag, den der Versicherungsnehmer zur Zeit des Eintrittes des Versicherungsfalles für die Wiederbeschaffung oder Wiederherstellung der versicherten Sache in neuwertigem Zustand unter Abzug des sich aus dem Unterschied zwischen alt und neu ergebenden Minderwertes aufzuwenden hat.  

## Allgemeines
Diese Legaldefinition des § 88 Versicherungsvertragsgesetz (VVG) verdeutlicht, dass der Versicherungswert auf die Sachversicherung, Sachgesamtheiten und die Schadenversicherung beschränkt ist. Eintretende versicherte Sachschäden werden nur bis zur Höhe der Versicherungssumme vom Versicherer reguliert. Deshalb sollte hier die Versicherungssumme dem Versicherungswert entsprechen.

## Rechtsfragen
Der Rechtsbegriff Versicherungswert kommt im VVG häufig vor; die Legaldefinition des  § 88 VVG beschreibt ihn bei einer Sachversicherung als den Betrag, den der Versicherungsnehmer zur Zeit des Eintritts des Versicherungsfalles für die Wiederbeschaffung oder Wiederherstellung der versicherten Sache in neuwertigem Zustand unter Abzug des sich aus dem Unterschied zwischen alt und neu ergebenden Minderwertes aufzuwenden hat. Nach ihm bemisst sich eine Überversicherung (§ 74 VVG), wenn die Versicherungssumme über dem Versicherungswert liegt, und die Unterversicherung (§ 75 VVG) mit einer unter dem Versicherungswert liegenden Versicherungssumme. Der Versicherungswert darf auch durch Schätzung (Taxe) ermittelt werden (§ 76 VVG).

## Transport- und Summenversicherung
In der Transportversicherung gilt als Versicherungswert der gemeine Handelswert oder der gemeine Wert, den die Güter am Ort der Absendung bei Beginn der Versicherung haben, zuzüglich der Versicherungskosten, der Transportkosten, die bis zur Annahme der Güter durch den Beförderer entstehen, und der endgültig bezahlten Fracht (§ 136 Abs. 1 VVG).
Während bei der Summenversicherung nur die Versicherungssumme leistungsbegrenzend wirkt, tritt bei Schadenversicherungen die Schadenshöhe als zweiter leistungsbegrenzender Faktor hinzu. Ist mithin der Schaden niedriger als die Versicherungssumme, wird nur der Schaden ersetzt.

## Gebäudeversicherung
Der Versicherungswert oder Feuerversicherungswert oder Versicherungswert 1914 ist eine Rechengröße bei Gebäudeversicherungen. Er ist der (fiktive) Wiederaufbauwert (Neuwert), bezogen auf das Jahr 1914 und wird in Mark (M) gerechnet. Wenn das Gebäude, so wie es heute steht, 1914 gebaut worden wäre, hätte es so viel gekostet (Rückrechnung). 
Der Versicherungswert wird von der Versicherungsgesellschaft mit dem Preis der Versicherung multipliziert. Das ergibt die Versicherungsprämie, die der Kunde pro Jahr bezahlen muss.
Berechnung des Versicherungswerts
Der Versicherungswert wird wie folgt berechnet:
{\displaystyle {\text{Versicherungswert}}_{\text{Jahr}}={\frac {\text{Neubauwert}}{{\text{Baukostenindex}}_{\text{Jahr}}}}},
{\displaystyle {\text{Wiederaufbauwert}}_{\text{Jahr}}={\text{Versicherungswert}}\cdot {\text{Baukostenindex}}_{\text{Jahr}}}.
Der {\displaystyle \mathrm {Baukostenindex} _{\mathrm {2005} }} beträgt 10,45 EUR/M.
Häufig wird der Baukostenindex zur Basis 100 angegeben. Er muss durch 100 geteilt werden, sofern die obige Formel angewendet wird. Bis zur Euroeinführung hatte der Baukostenindex die Einheit DM/M.

## Wirtschaftliche Aspekte
Der Versicherungswert ist der tatsächliche Wert einer Sache oder Sachgesamtheit ohne Berücksichtigung etwaiger Liebhaberwerte. Ob hierbei ein Zeitwert oder Neuwert zugrunde zu legen ist, hängt von den Versicherungsbedingungen oder dem Versicherungsvertrag ab. Zeitwert ist der Wert unmittelbar vor dem Schadensfall unter Berücksichtigung von Abnutzung und Alter, beim Neuwert werden die Wiederbeschaffungskosten für Sachen gleicher Art und Güte herangezogen. Ist die beschädigte Sache reparabel, gehören die Reparaturkosten zum Versicherungswert. Gedeckt sind diese Reparaturkosten, wenn der Versicherungswert dem Neuwert entspricht und letzterer höher ist als die Reparaturkosten.
Steigt der Versicherungswert erheblich und ohne Anpassung der Versicherungssumme, so wird im Schadenfall die Entschädigung proportional zur Relation Versicherungssumme geteilt durch Versicherungswert vermindert; es liegt Unterversicherung vor. Sinkt der Versicherungswert gegenüber der Versicherungssumme, wird im Falle eines Totalschadens lediglich die Schadenshöhe entschädigt und nicht die Versicherungssumme (Überversicherung). Da sich die Versicherungsprämie an der zu hohen Versicherungssumme orientiert, wird eine zu hohe Prämie gezahlt. Die Entschädigungshöhe entspricht dann der Schadenshöhe, wenn die Versicherungssumme den gleichen Betrag wie der Versicherungswert zum Zeitpunkt des Schadens ausweist.

## International
Im Fall der Gebäudewertermittlung in der Schweiz sind die Begriffe Brandlagerwert und Katasterwert zu beachten. Der Brandlagerwert ist ein Zeitwert des Gebäudes, welcher auf das Jahr 1939 zurück gerechnet wird. Dieses Jahr entspricht dem Index 100 %. Darauf aufbauend ist der Katasterwert, welcher eine Besteuerung des Gebäudes beschreibt. Der Steuersatz besteht aus dem Brandlagerwert und einem je nach Gemeinde unterschiedlich festgelegten Zuschlag.
In Österreich kann nach § 57 A-VVG der Versicherungswert durch Vereinbarung auf einen bestimmten Betrag (Taxe) festgesetzt werden. Die Taxe gilt auch als der Wert, den das versicherte Interesse zur Zeit des Eintrittes des Versicherungsfalles hat, es sei denn, dass sie den wirklichen Versicherungswert in diesem Zeitpunkt erheblich übersteigt. Ist die Versicherungssumme niedriger als die Taxe, so haftet der Versicherer, auch wenn die Taxe den Versicherungswert erheblich übersteigt, für den Schaden nur nach dem Verhältnis der Versicherungssumme zur Taxe.